# Musée Dräi Eechelen
Das Musée Dräi Eechelen (deutsch Museum Drei Eicheln, kurz M3E), bis Sommer 2007 offiziell Musée de la forteresse de la ville de Luxembourg (luxemburgisch Festungsmusée, deutsch Festungsmuseum) ist ein Museum der Stadt Luxemburg, das in einem restaurierten und teils neu aufgebauten Teil des Fort Thüngen untergebracht ist. Die Selbstbeschreibung forteresse, histoire, identités (deutsch Festung, Geschichte, Identitäten) weist auf die thematische Ausrichtung des Museums. Offiziell eingeweiht wurde das Musée Dräi Eechelen am 13. Juli 2012, mehr als 15 Jahre nachdem das erste Gesetz zum Bau eines luxemburgischen Festungsmuseums von der Regierung erlassen wurde.

## Geschichte

### Proteste und Baubewilligung

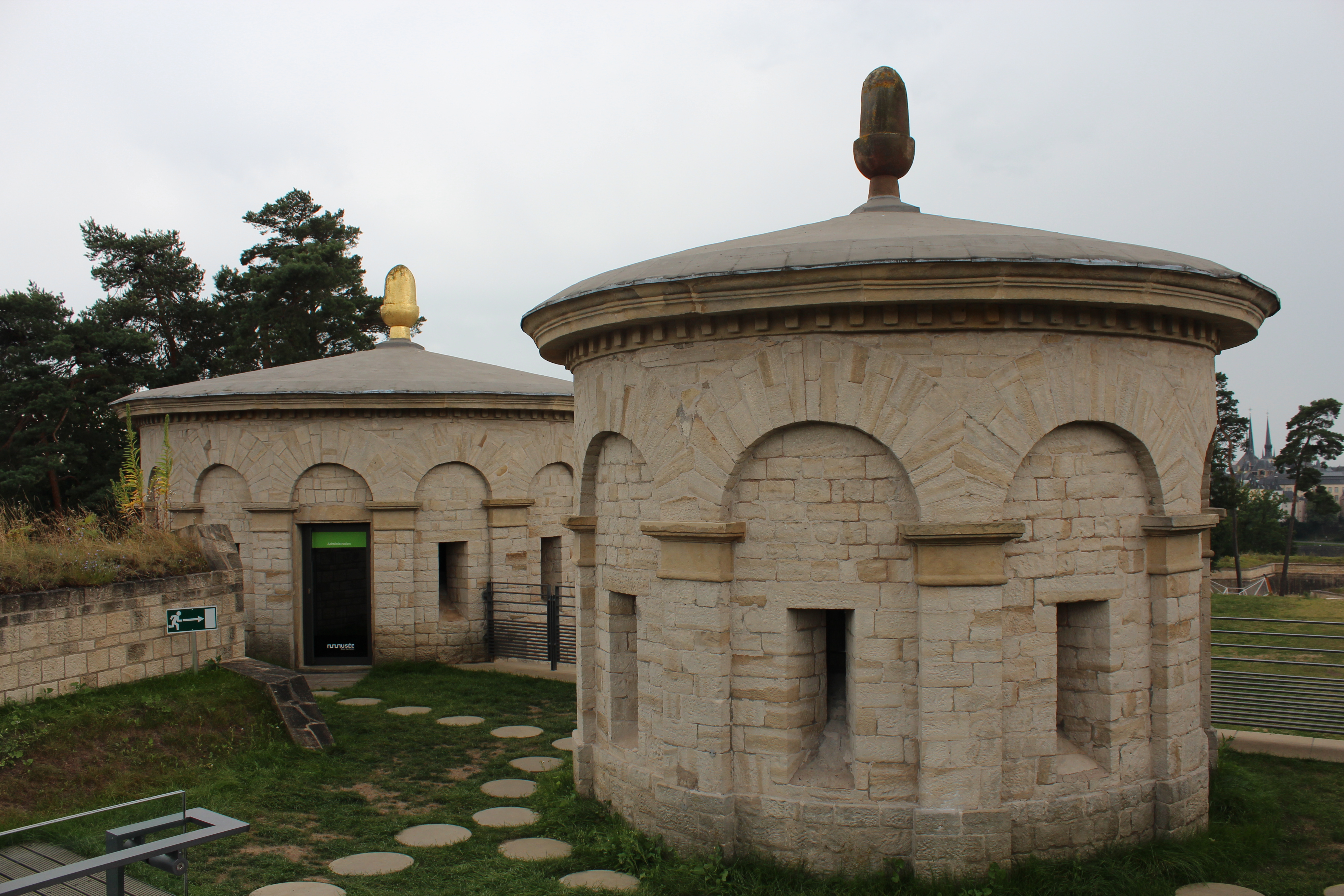
Dach des Fort Thüngen, Dachspitzen der Türme mit vergoldeten Eicheln verziert

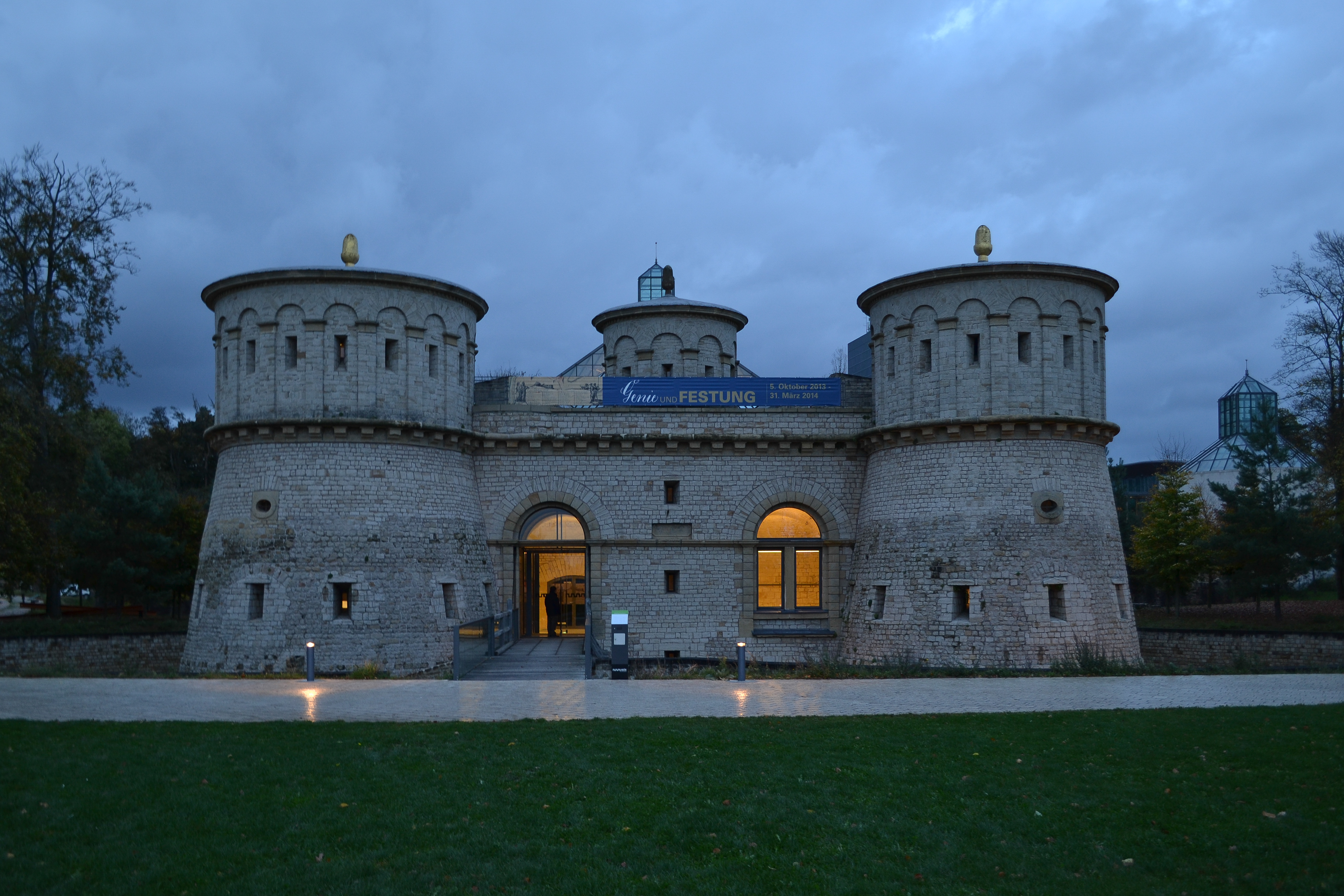
Fort Thüngen

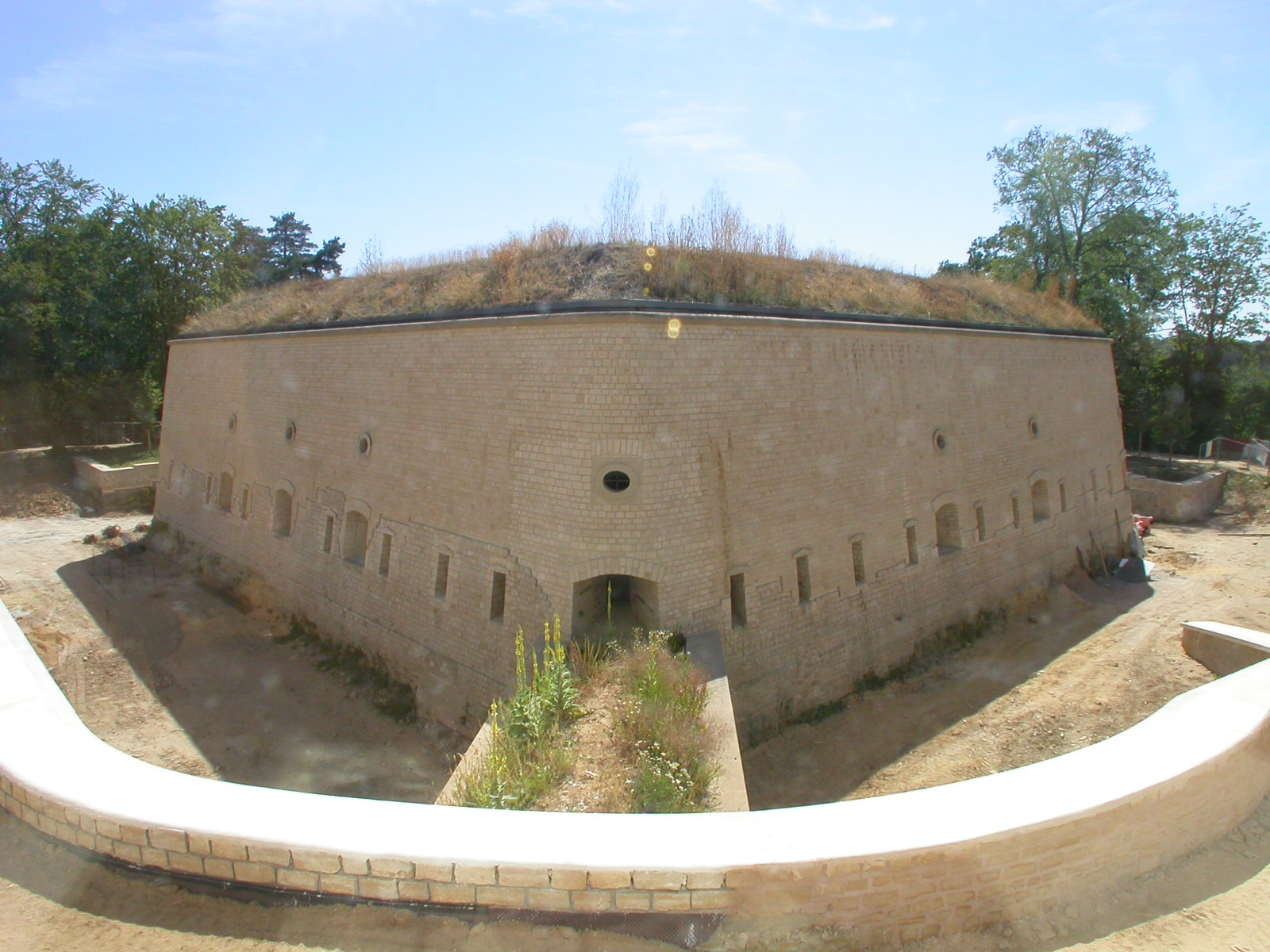
Fort Thüngen (Rückseite)

Das Projekt des Musée Dräi Eechelen findet seinen Ursprung in Protesten gegen den Bau des Musée d’Art Moderne Grand-Duc Jean. Dieses Museum hätte nach dem 1991 vom Architekten Ieoh Ming Pei vorgestellten Konzept die gesamte Anlage des Fort Thüngen in Anspruch genommen und große Teile der ursprünglichen Bausubstanz überdeckt oder zerstört. Mehrere Vereine, die sich für Denkmalschutz einsetzten, darunter auch Jeunes et patrimoine, organisierten daraufhin einen Tag der offenen Tür und eine Vorlesung, um auf die befürchtete Zerstörung des Fort Thüngen aufmerksam zu machen.
1995 stellte der Abgeordnete Robert Garcia einen Gesetzesentwurf vor, der die Errichtung eines separaten Museums für Festungsgeschichte im Reduit des Fort Thüngen vorschlug. Der Verein Frënn von der Festungsgeschicht Lëtzebuerg war schließlich mit dem Bauvorhaben einverstanden, im Gegensatz zum Aktionskomitee D'Fangeren ewech vun den Dräi Eechelen. Das Gesetz wurde am 5. Dezember 1996 von der Abgeordnetenkammer verabschiedet und trat am 17. Februar 1997 in Kraft. Die Kosten wurden zu diesem Zeitpunkt auf 665,5 Millionen Luxemburger Franken geschätzt.

### Freilegung und Bauarbeiten
Im Juni 2003 wurde das Richtfest des Gebäudes gefeiert. Außerdem wurden weitere 130 Millionen Franken von der Regierung für die Fertigstellung zur Verfügung gestellt. In den darauf folgenden Jahren wurden die ursprünglichen Festungsanlagen und Mauern um das Fort Thüngen freigelegt und teils neu aufgebaut. Die Presse berichtete zu dieser Zeit, das Gebäude stehe kurz vor der Einweihung. Im Sommer 2006 sollte das Musée Dräi Eechelen zusammen mit dem Musée d’Art Moderne Grand-Duc Jean eröffnet werden, was jedoch nicht zustande kam. Ohne weitere Gründe anzugeben, gab man bekannt, die Einweihung fände erst im September 2007 statt.
Bereits 2006 hatte man aufgrund einer Entscheidung der Regierung begonnen, ein Konzept auszuarbeiten, um im obersten Stock des Fort Thüngen ein Musée vun der nationaler Identitéit (deutsch Museum der nationalen Identität) zu gestalten. Anfang 2007 wurde bekannt, dass sich die Eröffnung weiter verspäten würde. Octavie Modert, Staatssekretärin für Kultur, Hochschulen und Forschung, gab auf der diesbezüglichen Pressekonferenz am 1. August 2007 jedoch kein neues Eröffnungsdatum bekannt. Zu diesem Zeitpunkt betrugen die Gesamtkosten bereits 31,5 Millionen Euro.
Im März 2009 teilte Octavie Modert der Budgetkommission der Regierung mit, es würden weitere 8,7 Millionen Euro zur Fertigstellung des Museums benötigt werden. Die Regierung bewilligte 2010 diese Summe, womit sich die Gesamtkosten auf 41,38 Millionen Euro erhöhten.

### Einweihung und Eröffnung
Auf eine parlamentarische Anfrage der DP-Abgeordneten Anne Brasseur kündigte Octavie Modert am 12. Juli 2011 an, das Musée Dräi Eechelen werde im Juli 2012 eröffnet. Die offizielle Einweihung fand am 13. Juli 2012 um 17 Uhr statt. Das Museum war daraufhin sechs Monate lang kostenlos zugänglich.

## Ausstellungen
Das Musée Dräi Eechelen wird vom Nationalmuseum für Geschichte und Kunst verwaltet. Das Dokumentationszentrum arbeitet außerdem mit der Universität Luxemburg zusammen. Bis 2009 war das Centre de documentation sur la forteresse de Luxembourg, eine Abteilung der luxemburgischen Denkmalschutzbehörde, für das Museumsgebäude verantwortlich. Vorher hatte bereits eine Pariser Agentur versucht, ein Konzept für die Museumssammlung zu erstellen.

### Geschichte der Festung
Die feste Ausstellung im Erdgeschoss thematisiert die eigentliche Festung Luxemburg, ihre Bauweise und Funktionen, sowie die soziologischen Aspekte ihrer Besatzer und deren Verhältnisse zur städtischen Bevölkerung. Chronologisch in einzelne Kasematten unterteilt, erklärt die Ausstellung die Geschichte der Festung, vom Zeitpunkt ihrer Eroberung durch die Burgunder im Jahr 1443 bis zu ihrer Schleifung im Jahr 1867 und ihrer Ausbreitung über ihre ehemaligen Grenzen hinaus.

### Temporäre Ausstellungen
Im zweiten Stock werden temporäre Ausstellungen untergebracht. Diese waren bisher:
- iLux. Identitäten in Luxemburg. (Juli 2012 bis August 2013): Ausstellung über soziokulturelle und politische Identitäten in Luxemburg, orientiert am Thema „Haus“.[8]
- Genie und Festung. Luxemburger Festungspläne in der Staatsbibliothek zu Berlin. (4. Oktober 2013 bis 31. März 2014): Ausstellung von 71 ursprünglichen Plänen der Festung Luxemburg aus der Staatsbibliothek zu Berlin, teils restauriert und digitalisiert.[9]
- Images d'un pays souverain. Le photographe Charles Bernhoeft et l'identité luxembourgeoise (29. Mai bis 15. Mars 2015): Ausstellung mit Bildern des Hoffotografen Charles Bernhoeft.
- Les frontières de l'indépendance. Le Luxembourg entre 1815 et 1839 (11. Juni 2015 bis 22. Mai 2016): Ausstellung über die Entwicklung Luxemburgs zwischen dem Wiener Kongress und dem Vertrag von London.
- Pont Adolphe 1903 (7. Juli 2016 bis 3. September 2017): Ausstellung über die das Stadtbild prägende "Neue Brücke", deren Bogen für einige Jahre der längste steinerne Bogen der Welt war.
- 1867. Luxembourg - ville ouverte (12. Mai 2017 bis 31. Dezember 2017): Ausstellung der Entwicklung der offenen Stadt und der Schleifung der Festung ab dem Jahr 1867 anlässlich des 150. Jahrestags des 2. Londoner Vertrags.
- 300 Jahre Maria Theresia. La femme aux multiples couronnes (4. Oktober 2017 bis 3. Juni 2018): Ausstellung über Maria-Theresia und die Entwicklung des Herzogtums Luxemburg unter ihrer Regentschaft.
- Amis/Ennemis. Mansfeld et le revers de la médaille (29. Mai 2018 bis 20. Januar 2019): Ausstellung über die höfischen Verflechtungen des Renaissanceprinzen Peter Ernst Mansfeld (1517–1604)
- Et wor emol e Kanonéier. L'artillerie au Luxembourg (26. Juni 2019 bis 22. März 2020): Ausstellung über die Bedeutung der Artillerie für die Festung Luxemburg im Besonderen und für das gesamte Herzogtum im Allgemeinen.